# Igreja Matriz (Borba)
A Igreja Matriz, Igreja Paroquial de Borba, Igreja de Nossa Senhora das Neves, Igreja de Nossa Senhora do Soveral ou Igreja de Nossa Senhora do Sobral, fica situada na freguesia de Matriz, município de Borba, em Portugal.
Encontra-se classificada como Monumento de Interesse Público desde 2014.

## História
A primitiva Igreja de Santa Maria foi fundada no interior do Castelo de Borba em 1260 e entregue pelo rei D. Afonso III à Ordem Militar de Avis. No entanto, em 1420, D. Fernão Rodrigues de Sequeira mandou construir uma nova igreja na sua atual localização, por aí ter aparecido, num bosque de sobreiros, a imagem da Virgem Maria. Em 1560, o Cardeal D. Henrique mandou reconstruir a atual igreja, seguindo o modelo da Igreja de santo Antão de Évora.
No seu interior existem dez capelas. Cada uma delas pertencia a uma irmandade e, todas elas, possuem contributos artísticos dos séculos XVII e XVIII. A mais bela das capelas é, sem dúvida, a Capela das Almas, toda ornamentada, com três altares em mármore e pinturas de José de Sousa de Carvalho. Também merece destaque a Capela do Santíssimo Sacramento, que pertencia à mais importante irmandade da vila de Borba, à qual apenas a nobreza podia pertencer. Esta capela encontra-se decorada com azulejos da Real Fábrica do Rato e com uma tela da autoria do pintor José de Sousa de Carvalho. 